# Bugøyfjord
Bugøyfjord är en ort i Sør-Varangers kommun i Finnmark fylke i norra Norge. Orten ligger längst in i Bugøyfjorden och vid Europaväg 6. 
Bugøyfjord var förr i tiden en gemensam marknadsplats för samer, finnar och norrmän.
Den samiske antarktisfararen Per Savio var handelsman på Strimpgården i Klokkerelven i Bugøyfjord.och sonen och konstnären John Savio växte upp där. Det restes 2004 ett minnesmärke över honom i form av en stor schamanhammare, som skapats av Tore Engen. Sjöboden i Strimpgården har bevarats som sjösamiskt kulturminnesmärke.
Namnet kommer troligen från samiska "buoðgi", som betyder något som kan skymtas.

## Bildgalleri

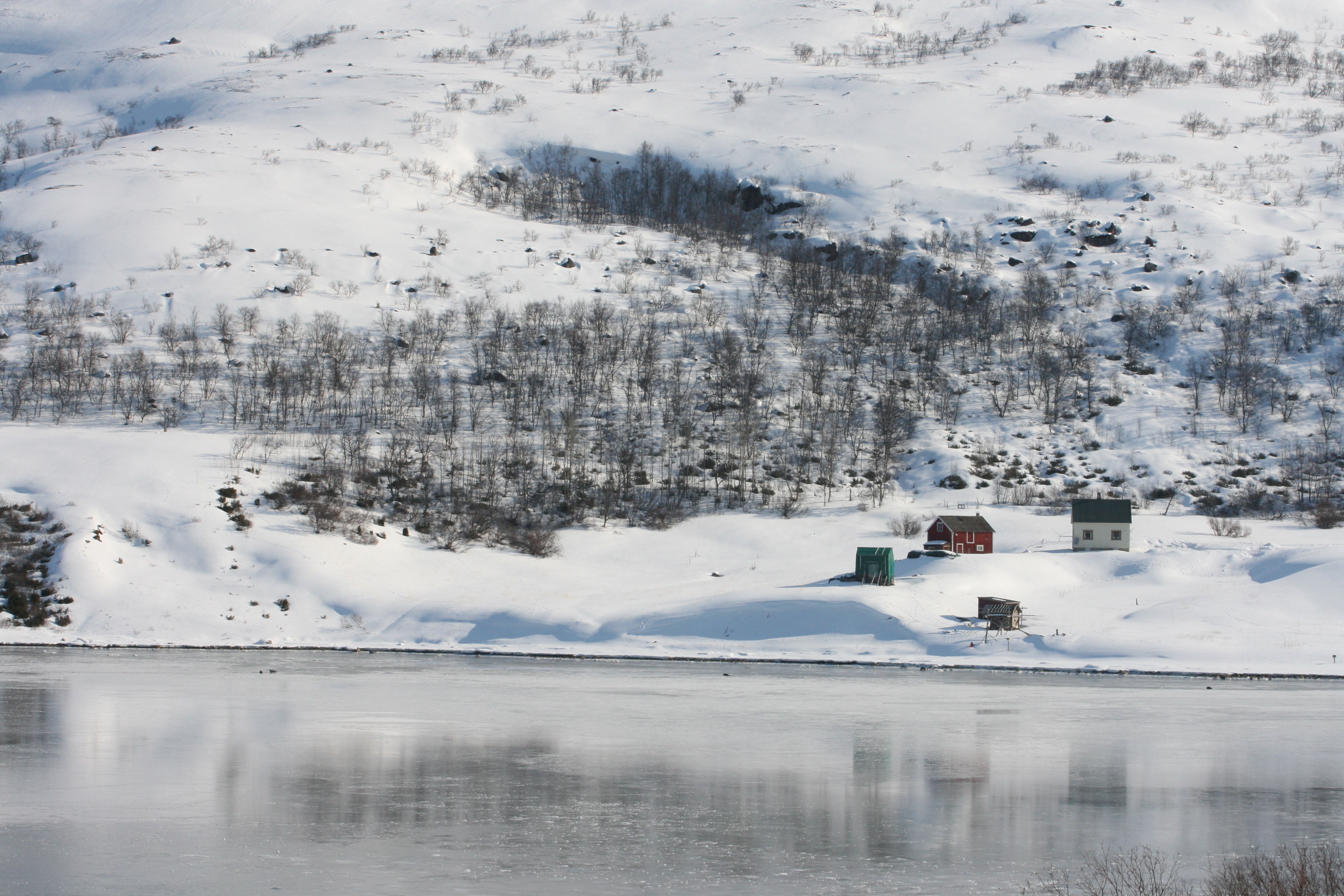
Bugøyfjord.
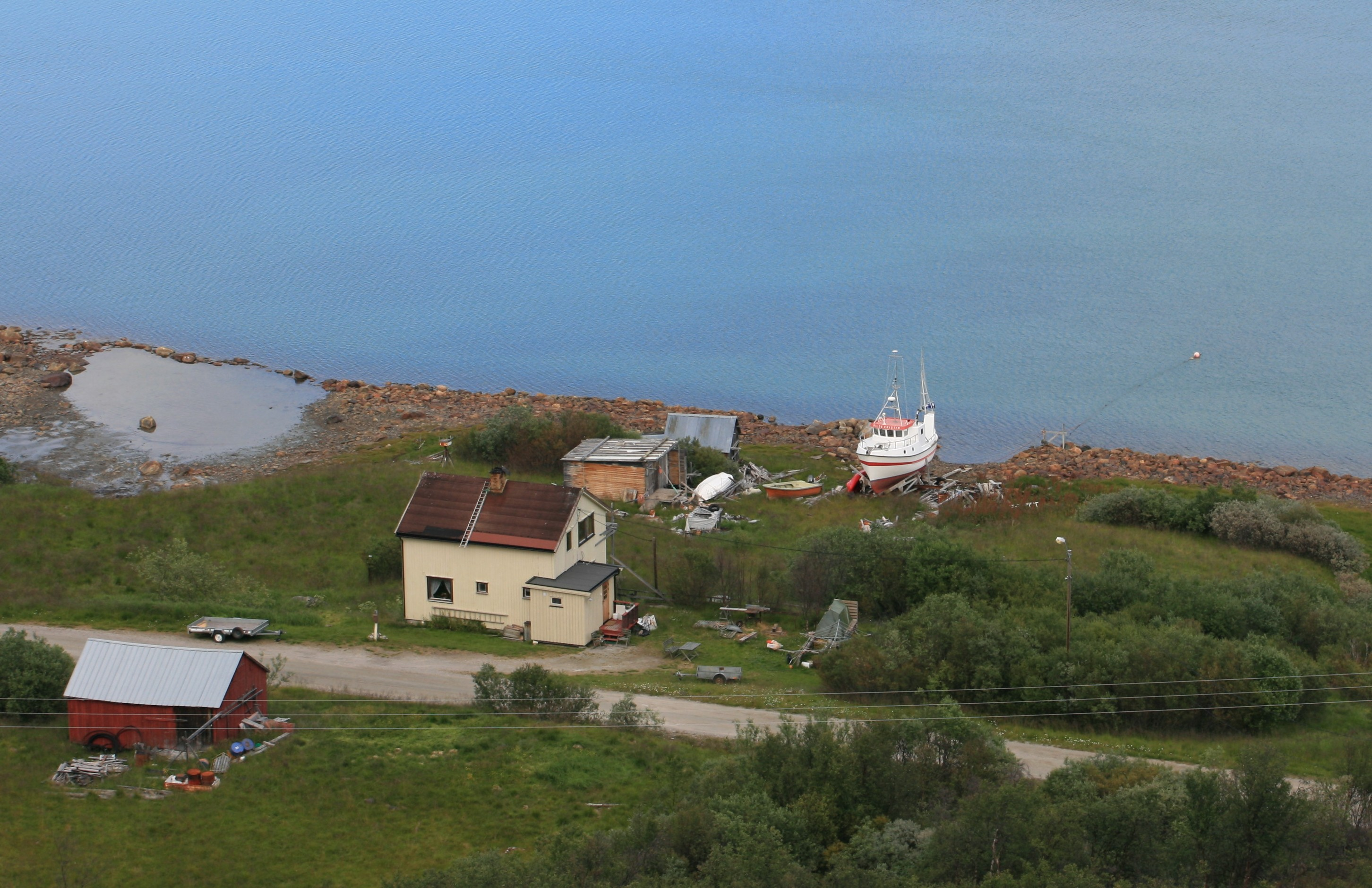
Steinmo och båten Hilde Kristin.